# Eliete Santos

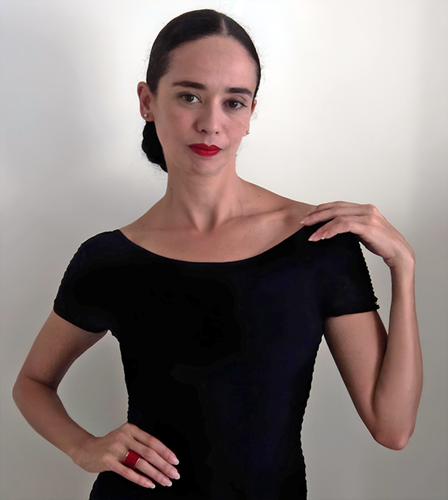
Eliete Santos - bailarina, criadora/ intérprete e arte-educadora

Eliete Cristina dos Santos, (São José dos Campos, 26 de fevereiro de 1975) conhecida como Eliete Santos, é uma bailarina, criadora/intérprete e arte-educadora.

## Biografia
Aos 7 anos iniciou os estudos de ballet clássico, tendo estudado na Escola Municipal de Artes Maestro Fêgo Camargo, em Taubaté. Aos 16 anos ingressou no primeiro grupo municipal de dança contemporânea, da Fundação Cultural Cassiano Ricardo de São José dos Campos. Foi aluna de Eleonora Oliosi, a primeira bailarina brasileira a ser premiada em festivais internacionais. Na mesma época teve aulas com Ismael Guiser (1927 - 2008) e Rainer Vianna (1956 – 1995). Em 2008 conheceu Lenira Rengel, num curso de iniciação coreográfica, que lhe apresenta os princípios de movimento de Rudolf Laban (1879-1958) sistema que vai lhe acompanhar em todas as futuras criações. No início da década de 1990 conhece o fotógrafo de dança Emídio Luisi, que a convida para trabalhar como bailarina em suas produções durante dois anos em São Paulo. Em 1992, participou no grupo de dança municipal com a coreografia “Elos Cruzados” da coreógrafa baiana Leda Ornelas, e também integrou a produção na terceira edição do Festidança de São José dos Campos, o mesmo festival onde mais tarde apresentou seus solos como participação especial por três edições seguidas 2013, 2014 e 2015. Conciliou a carreira como professora de dança em instituições públicas e a licenciatura em Filosofia, no Instituto de Teologia e Filosofia Santa Teresinha (atual Faculdade Católica) em São José dos Campos curso concluído em 2003, e História na UNIVAP, concluído em 2007. Realizou uma série de registros sobre história da dança, artigos em jornal, revistas e publicações em simpósios.

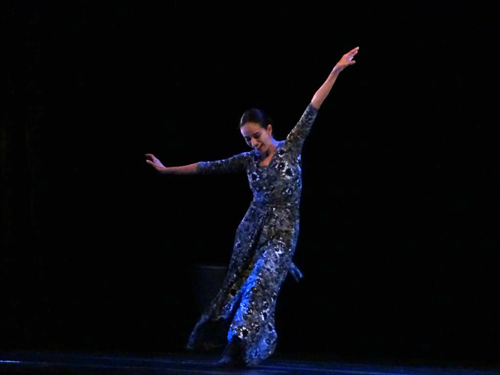
Eliete Santos no Festidança, 2013.

Em 2011 teve um solo selecionado para a Mostra de Artes Canção Nova, apresentado ao vivo pela TV Canção Nova.
Em 2010, atuou dançando no longa nacional Aparecida: O Milagre, da cineasta Tizuka Yamasaki, participou do elenco de apoio no internacional The Owner. Em 2013 a escritora Sônia Gabriel dedica um capítulo inteiro do seu livro “Ventos Antigos” à bailarina. Em 2017 parte para a Europa onde obtém o título de mestre em Práticas Artísticas pela Universidade de Évora. Em Portugal, após diversos espetáculos, foi destaque em 2018 quando apresentou seu solo de 40 minutos na II edição do Festival de artes públicas “Artes a Rua” da cidade de Évora. No palco instalado em frente a catedral pode narrar em dança-teatro o mito alentejano “A lenda do Boi de Beja”. Esteve em quatro edições do projeto “Artes a Escola” da cidade de Évora, onde estreou seu trabalho de criação em arte visual que titulou como Assemblage porté (tradução do francês ao português como Assemblage que se veste – verbo porté). Criada por Eliete, peças utilitárias e objetos plásticos utilizados no cotidiano, reunidos compõem máscaras de animais. Seu interesse pela narrativa, unido ao trabalho em virtude da economia dos recursos naturais do planeta foram desenvolvidos em seu estudo para a obtenção do título de mestre pela Universidade de Évora em Portugal.
Em 2020 realizou uma performance com o poeta e narrador português, Luis Sequeira, durante a pandemia do covid-19. O solo “Gestos Suspensos” expõe em dança sua ideia inacabada sobre o momento e idealiza a pós pandemia com relação ao passado. O projeto de produção do solo foi de iniciativa e financiamento da câmara municipal de Évora e está disponível no Vimeo.
Em 2021, foi convidada pelo fotógrafo português Carlos Alves,como bailarina. Na obra, a artista destaca os locais especiais na central da cidade de Évora. Também se dedicou às artes visuais, tendo realizado exposições individuais e coletivas.
Em abril de 2023, participou como inspiradora do Dia Mundial da Criatividade, com a palestra “Foguete não dá ré. Uma bailarina sempre pronta” onde aborda o momento artístico mais delicado, e como foi se apresentar na Europa durante a pandemia do covid-19.
Em junho de 2023, Eliete apresentou aos alunos de escolas públicas, o espetáculo participativo “Zoológico no Quintal”, que busca a conscientização das crianças para a interligação entre Natureza e Arte.